# لاسلو كيليمن
لاسلو كيليمن (بالمجرية: Kelemen László)‏ هو محامي وطبيب نفسي مجري، ولد في 4 مارس 1958 في Szőny ‏ في المجر.